# Kaap Leeuwin
Kaap Leeuwin (Engels: Cape Leeuwin) is het zuidwestelijkste punt van het Australische vasteland.

## Geschiedenis
Voor zover bekend werd het gebied voor het eerst bezocht in 1622, door het Nederlandse schip De Leeuwin, waarvan de bemanning de opdracht had de regio in kaart te brengen. Het logboek van die reis is niet bewaard gebleven. Het gebied is afgebeeld op de kaart van Hessel Gerritsz, Caert van't Landt van d'Eendracht uit 1627, maar daarop is de kaap niet te herkennen. In 1627 voer het schip 't Gulden Zeepaert langs Kaap Leeuwin.
In 1791 nam Bruni d'Entrecasteaux de kaap waar, maar hij zag hem voor een eiland aan, dat hij Isle St Allouarn noemde. In 1801 verkende Matthew Flinders het gebied. Hij wist van de Nederlandse benaming Leeuwins Land en gaf de kaap zijn naam.

## Geografie
Ten noordoosten van de kaap ligt Flinders Bay. Ten zuiden hiervan ligt een groepje eilanden, de St Alouarn Islands, de naam die D'Entrecasteaux gebruikte. Een deel van de kaap behoort tot het Nationaal park Leeuwin-Naturaliste.
Langs de kaap stroomt de Leeuwinstroom.

## Vuurtoren
Op de kaap staat de vuurtoren van Kaap Leeuwin. De toren is zelf 39 meter hoog, maar vanwege de plaatsing op de kaap bevindt het licht zich op 56 meter boven de zeespiegel. Het heeft een bereik van 25 zeemijl. De vuurtoren werd gebouwd tussen 1895 en 1896 en de eerste steen werd gelegd op 13 december 1895. De toren heeft een ronde conische vorm en is gemaakt van lokaal aanwezige kalksteen. De eerste kerosinelamp had een intensiteit van 250.000 candela en deze werd in 1925 vervangen door een verbeterde versie die driemaal zo krachtig was. In 1955 werd een radiobaken bij de toren geïnstalleerd. Tot 1982 werd de lamp handmatig bediend, maar in dat jaar werden de lamp en het draaimechanisme vervangen door elektrische versies. De halogeenlamp van 1000 watt heeft een lichtsterkte van 1 miljoen candela. In september 1992 werd de bediening volledig geautomatiseerd. De toren is opengesteld voor publiek.